# Moussa Niakhaté
Moussa Niakhaté (* 8. března 1996) je senegalský profesionální fotbalista, který hraje na pozici středního obránce za francouzský klub Olympique Lyon. Narodil se ve Francii, ale hraje za senegalský národní tým.

## Klubová kariéra
V červenci 2018 se Niakhaté připojil k 1. FSV Mainz 05, kde podepsal pětiletou smlouvu do roku 2023. Dne 6. července 2022 podepsal Niakhaté tříletou smlouvu s Nottinghamem Forest v Premier League. Dne 4. července 2024 podepsal smlouvu s klubem Ligue 1 Lyonem.

## Reprezentační kariéra
Niakhaté se narodil ve Francii a má původ v Senegalu. Je bývalým mládežnickým reprezentantem Francie. V seniorském národním týmu Senegalu debutoval při výhře 5:1 v kvalifikaci Afrického poháru národů 2023 nad Mosambikem 24. března 2023.
V prosinci 2023 byl Niakhaté jmenován do týmu Senegalu pro odložený Africký pohár národů 2023, který se měl konat v Pobřeží slonoviny. V osmifinálovém zápase proti domácímu týmu neproměnil v rozstřelu penaltu a Senegal tak prohrál po remíze 1:1 po prodloužení.

## Statistiky

### Klubové
Platí k zápasu hranému 1. listopadu 2024.
| Klub              | Sezóna            | Liga                   | Liga   | Liga | Národní pohár | Národní pohár | Ligový pohár | Ligový pohár | Kontinentální | Kontinentální | Celkově | Celkově |
| Klub              | Sezóna            | Soutěž                 | Zápasy | Góly | Zápasy        | Góly          | Zápasy       | Góly         | Zápasy        | Góly          | Zápasy  | Góly    |
| ----------------- | ----------------- | ---------------------- | ------ | ---- | ------------- | ------------- | ------------ | ------------ | ------------- | ------------- | ------- | ------- |
| Valenciennes B    | 2013/14           | Championnat National 3 | 13     | 0    | —             | —             | —            | —            | —             | —             | 13      | 0       |
| Valenciennes B    | 2014/15           | Championnat National 3 | 16     | 0    | —             | —             | —            | —            | —             | —             | 16      | 0       |
| Valenciennes B    | 2015/16           | Championnat National 3 | 4      | 0    | —             | —             | —            | —            | —             | —             | 4       | 0       |
| Valenciennes B    | Celkově           | Celkově                | 33     | 0    | 0             | 0             | 0            | 0            | 0             | 0             | 33      | 0       |
| Valenciennes      | 2014/15           | Ligue 2                | 9      | 0    | 1             | 0             | 0            | 0            | —             | —             | 10      | 0       |
| Valenciennes      | 2015/16           | Ligue 2                | 28     | 0    | 1             | 0             | 1            | 0            | —             | —             | 30      | 0       |
| Valenciennes      | 2016/17           | Ligue 2                | 35     | 1    | 1             | 0             | 1            | 0            | —             | —             | 37      | 1       |
| Valenciennes      | Celkově           | Celkově                | 72     | 1    | 3             | 0             | 2            | 0            | 0             | 0             | 77      | 1       |
| Méty              | 2017/18           | Ligue 1                | 35     | 0    | 1             | 0             | 2            | 0            | —             | —             | 38      | 0       |
| Mohuč             | 2018/19           | Bundesliga             | 33     | 1    | 1             | 0             | —            | —            | —             | —             | 34      | 1       |
| Mohuč             | 2019/20           | Bundesliga             | 33     | 1    | 1             | 0             | —            | —            | —             | —             | 34      | 1       |
| Mohuč             | 2020/21           | Bundesliga             | 32     | 3    | 2             | 0             | —            | —            | —             | —             | 34      | 3       |
| Mohuč             | 2021/22           | Bundesliga             | 30     | 4    | 3             | 0             | —            | —            | —             | —             | 33      | 4       |
| Mohuč             | Celkově           | Celkově                | 128    | 9    | 7             | 0             | 0            | 0            | 0             | 0             | 135     | 9       |
| Nottingham Forest | 2022/23           | Premier League         | 14     | 0    | 0             | 0             | 0            | 0            | —             | —             | 14      | 0       |
| Nottingham Forest | 2023/24           | Premier League         | 21     | 1    | 1             | 0             | 1            | 0            | —             | —             | 23      | 1       |
| Nottingham Forest | Celkově           | Celkově                | 35     | 1    | 1             | 0             | 1            | 0            | 0             | 0             | 37      | 1       |
| Lyon              | 2024/25           | Ligue 1                | 7      | 0    | 0             | 0             | —            | —            | 2             | 0             | 9       | 0       |
| Celkově v kariéře | Celkově v kariéře | Celkově v kariéře      | 300    | 11   | 12            | 0             | 5            | 0            | 2             | 0             | 329     | 11      |

### Reprezentační
Platí k zápasu hranému 15. října 2024.
| Národní tým | Rok     | Zápasy | Góly |
| ----------- | ------- | ------ | ---- |
| Senegal     | 2023    | 7      | 0    |
| Senegal     | 2024    | 7      | 0    |
| Celkově     | Celkově | 14     | 0    |